# Lebertia wolcotti
Lebertia wolcotti är en kvalsterart som beskrevs av Koenike 1912. Lebertia wolcotti ingår i släktet Lebertia och familjen Lebertiidae. Inga underarter finns listade i Catalogue of Life.